# Ojciec Pandy

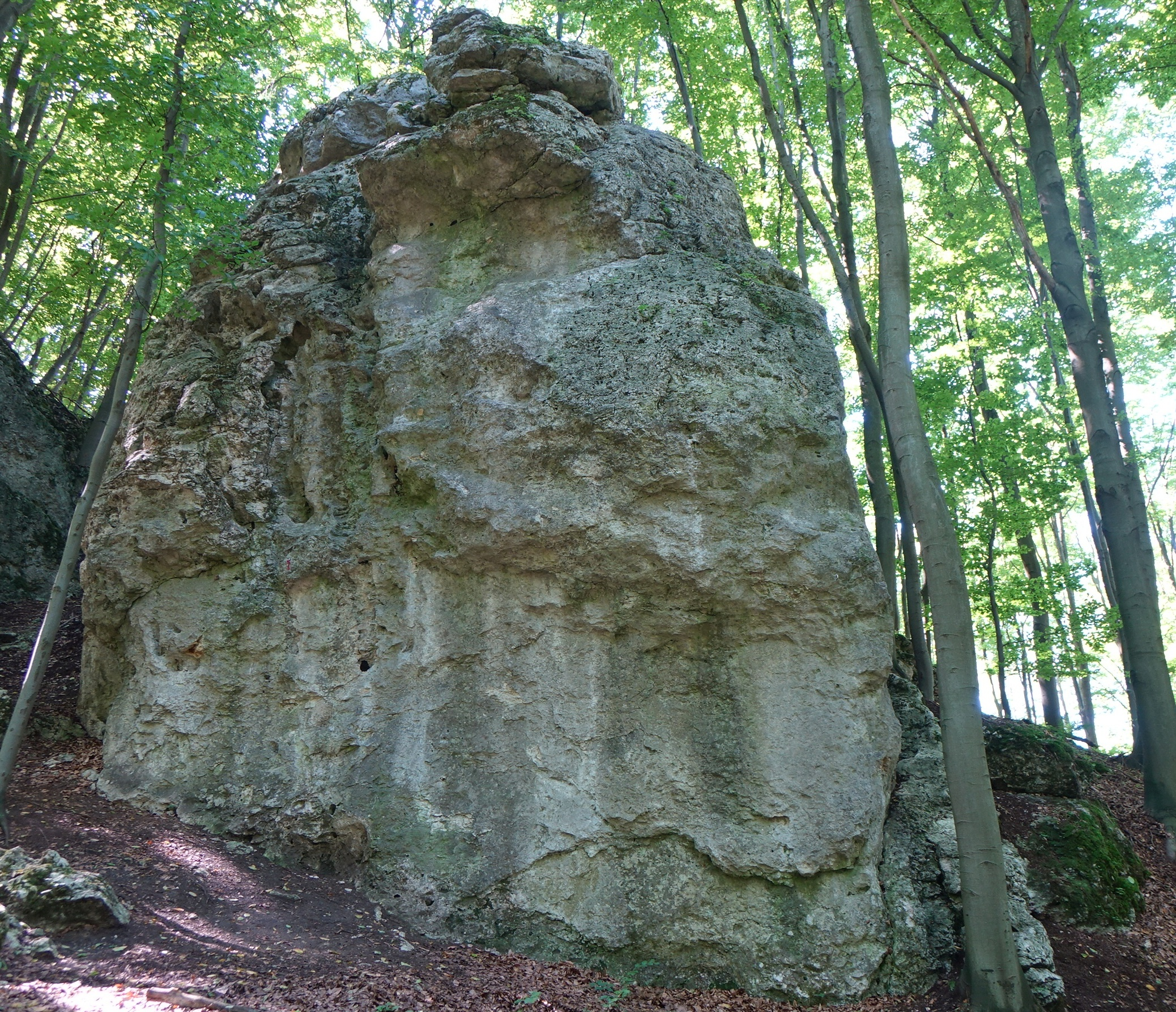

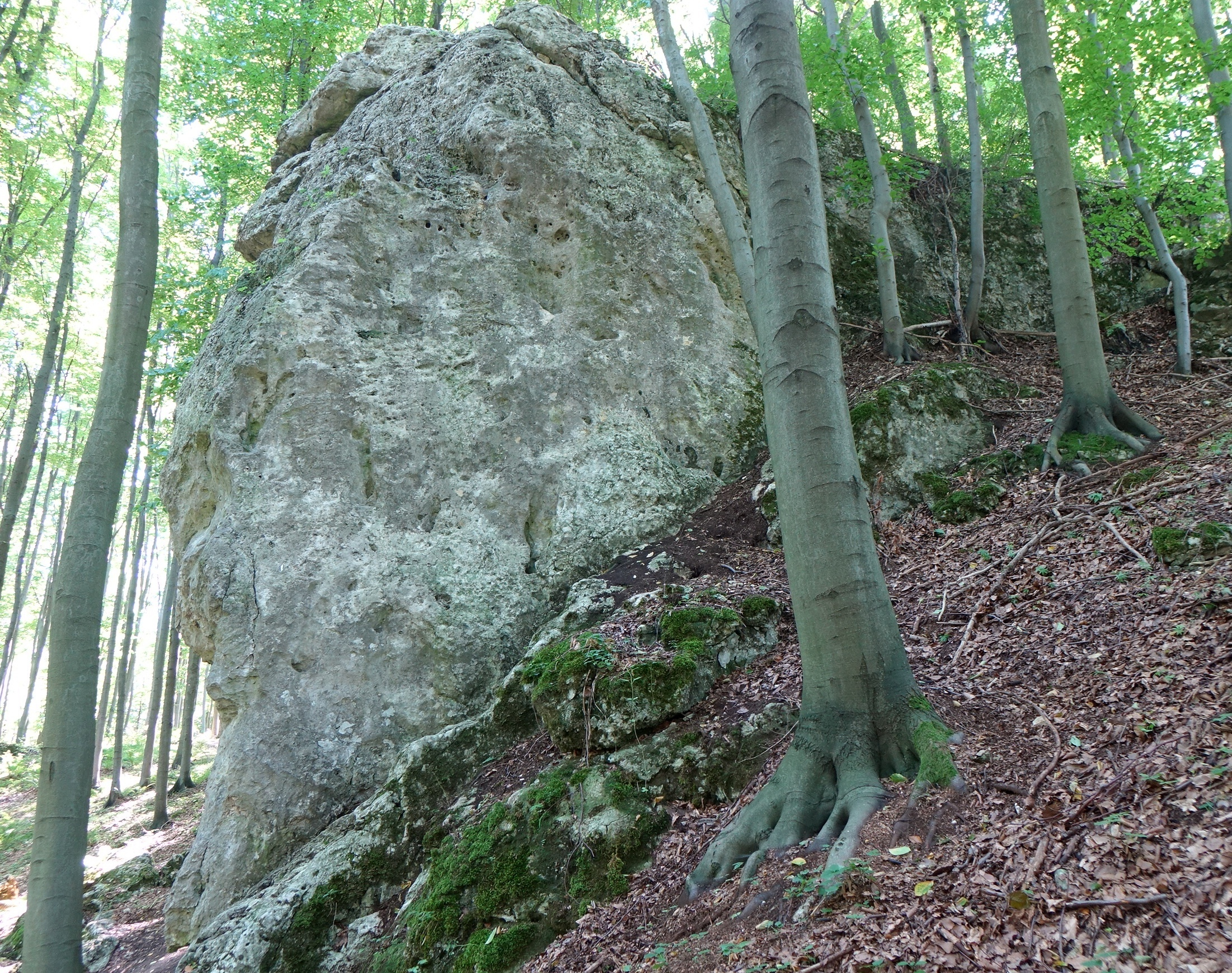

Ojciec Pandy – skała w lesie pomiędzy miejscowościami Siedlec, Suliszowice i Biskupice w województwie śląskim na Wyżynie Częstochowskiej. Można do niej dość od parkingu i wiaty biwakowej przy drodze po północnej stronie zabudowań Suliszowice-Szczypie. Według mapy Geoportalu znajduje się w granicach wsi Biskupice w województwie śląskim, w powiecie częstochowskim, w gminie Olsztyn. W tym lesie są 4 skały, na których uprawiana jest wspinaczka skalna: Panda, Baby Pandy, Mama Pandy i Ojciec Pandy. Udostępniono je do wspinaczki w 2020-2021 r. w ramach gminnego projektu Kolczykujemy gminę Żarki.
Mama Pandy i Ojciec Pandy to dwie zbudowane z wapienia skały, położone obok siebie w głębi lasu. Ojciec Pandy ma wysokość 10 m i dwie pionowe ściany wspinaczkowe. Po raz pierwszy zaczęto się na nim wspinać w 2017 r. W 2022 r. jest na nim 12 łatwych dróg wspinaczkowych o trudności od IV do VI.1 w skali polskiej. Mają zamontowane stałe punkty asekuracyjne: ringi (r) i stanowiska zjazdowe (st) lub dwa ringi zjazdowe (drz), tylko na jednej wspinaczka tradycyjna (trad).

## Drogi wspinaczkowe
1. Kursowe dziuple; IV, trad
2. Pepperoni; VI.1+, 4r + st
3. Marchewkowe pole; V, 4r + st
4. Wawrzyniak; VI, 4r + st
5. Ogród rozkoszy; V, 4r + st
6. Bagatella; VI+, 5r + st
7. Robuś lajt; VI+, 4r + drz
8. Robuś; VI.1, 5r + drz
9. Panda; VI, 5r + st
10. Delicatessen; V, 5r + st
11. Aniusia Robusia; V, 4r + st
12. Skutku poboczne; V, 3r + st[1].